# 病毒载体疫苗
病毒载体疫苗是一种利用病毒載體将合成抗原的遗传物质傳送至人體宿主细胞的疫苗。截至2021年4月，至少有一个国家批准了六种病毒载体疫苗，分別為四种2019冠状病毒病疫苗和两种埃博拉疫苗。